# 凯米 (瓦兹省)
凯米（法語：Quesmy，法語發音：[kɛmi]）是法国瓦兹省的一个市镇，属于贡比涅区。

## 地理
凯米（49°38'3"N, 3°3'33"E）面积4.83 平方千米，位于法国上法蘭西大區瓦兹省，该省份为法国北部内陆省份，北起索姆省，西接厄尔省和滨海塞纳省，南至塞纳-马恩省和瓦兹河谷省，东临埃纳省。
与凯米接壤的市镇（或旧市镇、城区）包括：克里索勒、格朗德吕、吉斯卡尔、莫库尔。

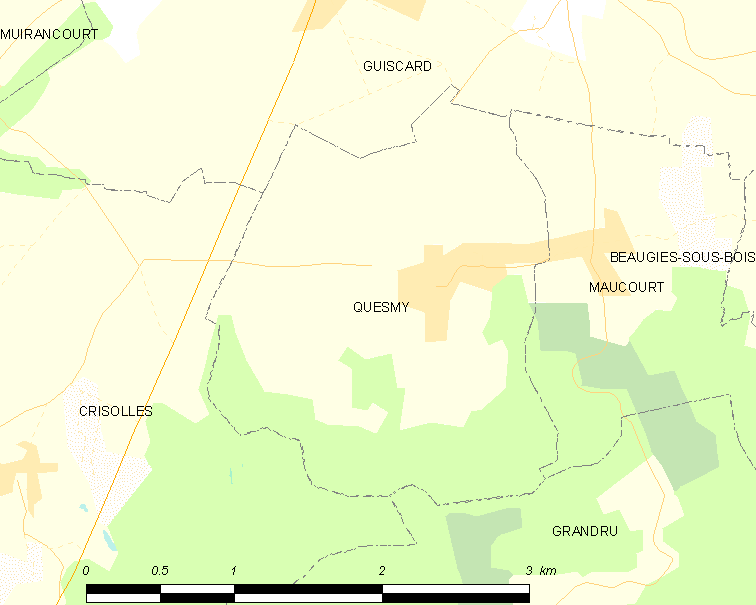
的OSM定位图

凯米的时区为UTC+01:00、UTC+02:00（夏令时）。

## 行政
凯米的邮政编码为60640，INSEE市镇编码为60519。

## 政治
凯米所属的省级选区为努瓦永县。

## 人口

1962-2008年间人口变化图示

凯米于2022年1月1日时的人口数量为172人。